# خوسيه غونزاليس باردو
خوسيه غونزاليس باردو (بالإسبانية: José González Pardo)‏ (7 سبتمبر 1939 بسانتياغو في تشيلي - ) هو مدرب كرة قدم ولاعب كرة قدم تشيلي في مركز الدفاع. لعب مع كولو-كولو.

## وصلات خارجية
- خوسيه غونزاليس باردو على موقع ناشيونال فوتبول تيمز (الإنجليزية)